# Emirgan-Park
Koordinaten: 41° 6′ 30″ N, 29° 3′ 9″ O

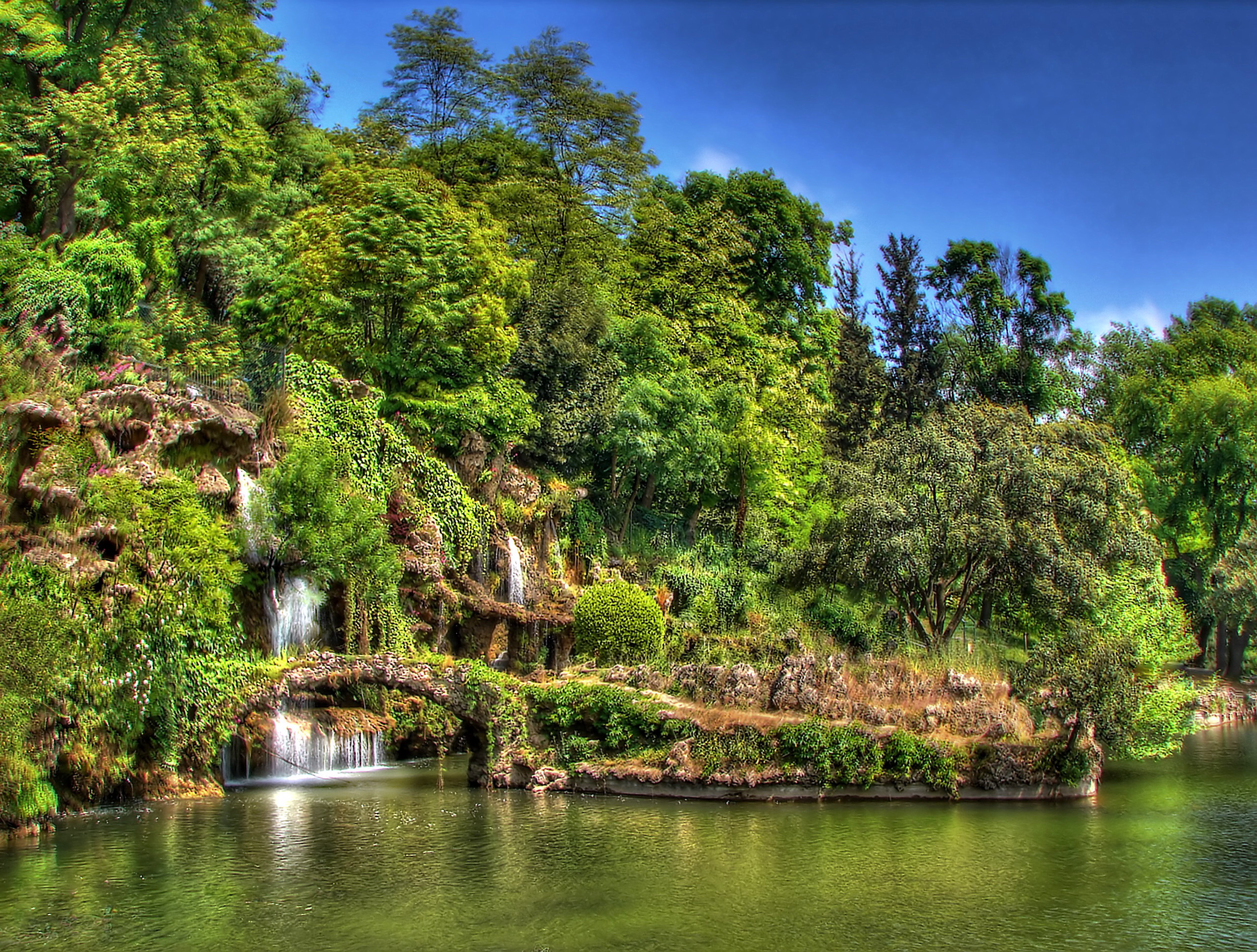
Der Emirgan-Park in Istanbul

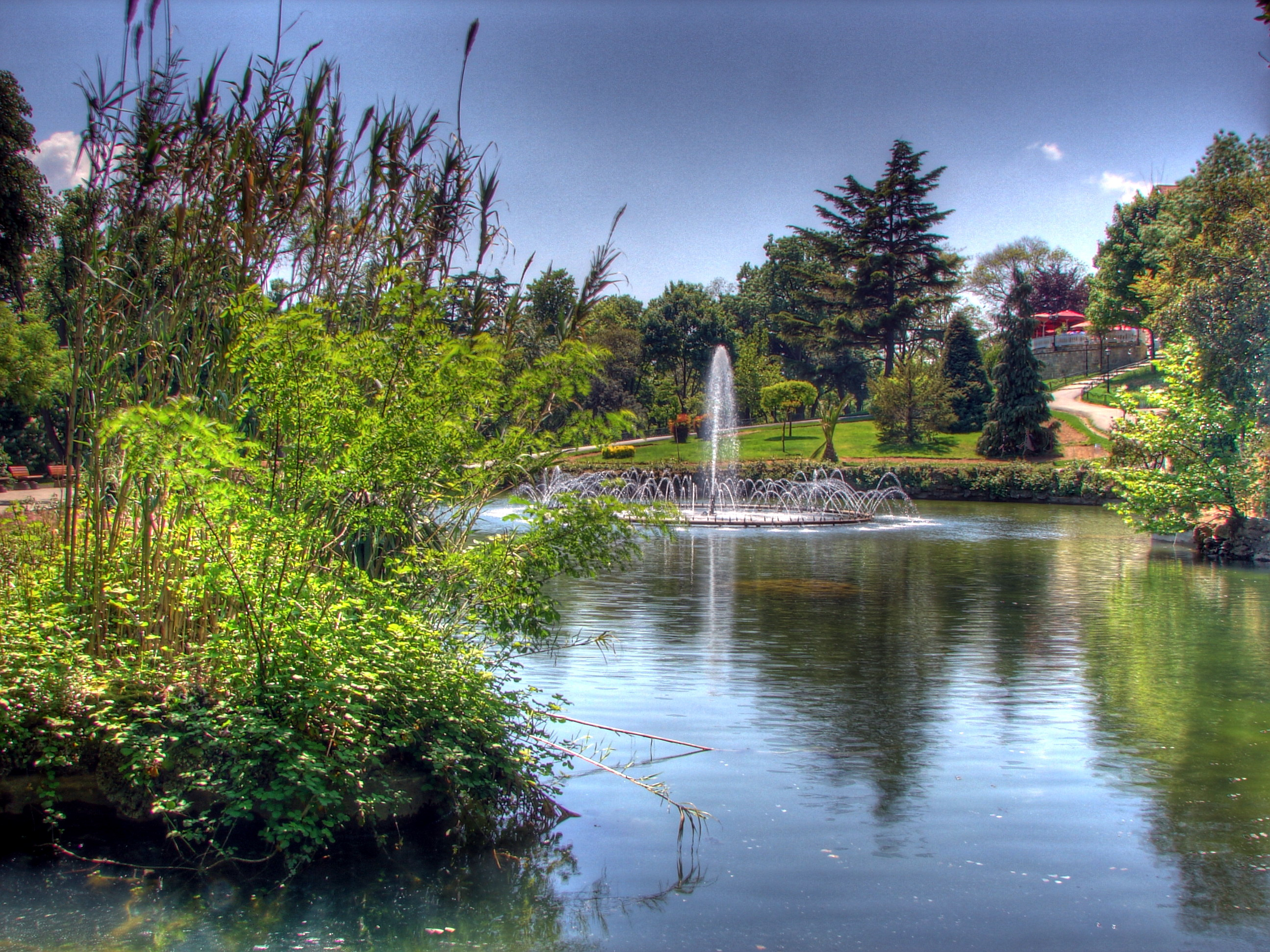
Springbrunnen im See des Parkes.

Der Emirgan-Park, türkisch Emirgân Korusu oder Emirgan parkı, ist ein öffentlicher Park in Istanbul. Die Anlage im landschaftlichen Stil weist einen dichten Baumbestand auf. Alljährlich im Mai findet hier eine Tulpenausstellung statt.

## Geschichte
Das Gelände war ursprünglich Teil des Istanbuler Stadtforsts. Im 19. Jahrhundert ließ Ismail Pascha einen repräsentativen Landsitz am Bosporus errichten (einen Palast unmittelbar am Wasser, ein yali). Der rückwärtig gelegene Wald wurde zu einem Garten umgestaltet.
Ende des 20. Jahrhunderts veranlasste der Türkische Touring und Automobilclub (TTOK, Türkiye Turing ve Otomobil Kurumu) die Restaurierung der drei Gartenpavillons.

## Bestandteile
Außer dem Gelben (Sarı Köşk), dem Rosa (Pembe Köşk) und dem Weißen Pavillon (Beyaz Köşk) existiert ein großer künstlicher See mit einer Insel. Ferner gibt es einen Wasserfall und eine Grotte.